# Gauliga Baden
Gauliga Baden byla jedna z mnoha skupin Gauligy, nejvyšší fotbalové soutěže na území Německa v letech 1933 – 1945. Gauliga byla vytvořena v roce 1933 na popud nacistického vedení. Pořádala se na území Bádenska. Vítězové jednotlivých skupin Gauligy postupovali do celostátní soutěže, která trvala necelý měsíc, v níž se kluby utkávaly vyřazovacím způsobem.
Zanikla v roce 1945 po pádu nacistického Německa. Po jeho zániku bylo území Gauligy Baden začleněno pod Oberligu Süd.

## Nejlepší kluby v historii - podle počtu titulů
Zdroj: 
| Vítězové nejvyšší ligové soutěže |        |                              |
| Klub                             | Tituly | Vítězné ročníky              |
| SV Waldhof Mannheim              | 5      | 1934, 1936, 1937, 1940, 1942 |
| VfR Mannheim                     | 5      | 1935, 1938, 1939, 1943, 1944 |
| VfL Neckarau                     | 1      | 1941                         |

## Vítězové jednotlivých ročníků
Zdroj: 
| Gauliga Baden (1933 – 1945)                                                                              |                         |                                 |                 |
| Ročník                                                                                                   | Vítěz Gauligy           | Umístění v německém mistrovství | Německý mistr   |
| 1933 – 1934                                                                                              | SV Waldhof Mannheim (1) | Semifinále                      | FC Schalke 04   |
| 1934 – 1935                                                                                              | VfR Mannheim (1)        | Skupina C (3. místo)            | FC Schalke 04   |
| 1935 – 1936                                                                                              | SV Waldhof Mannheim (2) | Skupina D (3. místo)            | 1. FC Norimberk |
| 1936 – 1937                                                                                              | SV Waldhof Mannheim (3) | Skupina D (3. místo)            | FC Schalke 04   |
| 1937 – 1938                                                                                              | VfR Mannheim (2)        | Skupina B (2. místo)            | Hannover 96     |
| 1938 – 1939                                                                                              | VfR Mannheim (3)        | Skupina 3 (3. místo)            | FC Schalke 04   |
| 1939 – 1940                                                                                              | SV Waldhof Mannheim (4) | Semifinále                      | FC Schalke 04   |
| 1940 – 1941                                                                                              | VfL Neckarau (1)        | Skupina 4 (4. místo)            | SK Rapid Wien   |
| 1941 – 1942                                                                                              | SV Waldhof Mannheim (5) | Předkolo                        | FC Schalke 04   |
| 1942 – 1943                                                                                              | VfR Mannheim (4)        | Čtvrtfinále                     | Dresdner SC     |
| 1943 – 1944                                                                                              | VfR Mannheim (5)        | Osmifinále                      | Dresdner SC     |
| • Gauliga byla v sezóně 1944/45 zrušena, a to kvůli přesunutí bojů druhé světové války na území Německa. |                         |                                 |                 |